# Aulus Postumi Albí (cònsol 99 aC)
Aulus Postumi Albí (llatí: Aulus Postumius A. f. Sp. n. Albinus) va ser un magistrat romà. Formava part de la gens Postúmia, una antiga família romana d'origen patrici.
Era net d'Espuri Postumi Albí Magne, i probablement fill d'Aulus Postumi Albí. Va ser cònsol l'any 99 aC juntament amb Marc Antoni. Durant el seu govern es va aprovar un senatusconsultum sobre un tema religiós, relatiu al fet de què s'havien mogut les llances de Mart, segons explica Aulus Gel·li. Ciceró diu d'ell que era un bon orador.
Es coneixen diverses monedes que fan referència a aquest Postumi Albí.